# Mare Serenitatis

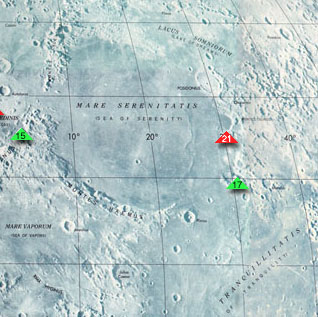
Mapa Morza Jasności. Kolorowe strzałki pokazują miejsca lądowania Łuna 21, Apollo 15 i Apollo 17.

Mare Serenitatis (łac. Morze Jasności) – morze księżycowe znajdujące się po widocznej stronie Księżyca. Ma powierzchnię 303 000 km². Prawie kołowy zarys wyróżnia je spośród pozostałych mórz. Jego średnica równa jest 707 km.